# Cassidy Freeman
Cassidy Freeman (Chicago, 22 de abril de 1982) é uma atriz e cantora americana. Ela é conhecida por seu papel como Tess Mercer em Smallville, que ela participou por três anos.

## Biografia

### Início da vida e da educação
Freeman nasceu em Chicago, e é filha de advogados de Chicago, que também possuem uma fazenda de gado em Montana. Ela é a caçula de três filhos com dois irmãos, o dublador Crispin Freeman e músico Clark Freeman.

### Atuação
Freeman estrelou o filme de suspense Yellow Brick Road que foi escrito e dirigido por Andy Mitton e Holanda Jesse. Ela já apareceu em vários filmes e séries de televisão.
Freeman entrou em cena como peculiar, ladrão de alta tecnologia, Veronica Sharpe, no filme premiado curta, Razor Sharp, que era sua primeira introdução a multidão Comic-Con, que mais tarde iria abraçá-la personagem de Tess Mercer em Smallville quando o filme ganhou "Melhor Filme de Ação" em 2007 no Festival de Cinema Comic-Con International Independent.
Em setembro de 2008, ela começou a estrelar série Smallville, em que interpretou Tess Mercer após a saída de Michael Rosenbaum, que interpretava Lex Luthor, e continuou nesse papel até o término da série em maio de 2011.
Em outubro de 2009, Freeman apareceu no drama criminal CSI: Crime Scene Investigation, na temporada 10: episódio 4, chamado "Coup de Grǎce". Ela interpretou Donna Grayson.
Cassidy também fez uma participação na série The Vampire Diaries, onde fez o papel de Sage, que era apaixonada por Finn Mikaelson. Sage acaba sendo morta pois era da linhagem de sangue dele, ou seja, ele a transformou em vampira para que pudessem viver para sempre juntos. Participou também da série de TV Once Upon a Time, da ABC, onde fez o papel de Jackeline, namorada de James, o irmão gêmeo de David Nolan. Entre 2012 e 2017, Freeman estrelou como Cady Longmire no drama criminal do Longmire.
Cassidy fez um participação no segundo episódio da segunda temporada de Stitchers onde interpretou uma habilidosa hacker que vingou de seu ex-marido traidor e agora brincava com Kirsten e Cameron para tentarem encontra-la antes que ela matasse mais alguém. 

## Música
Cassidy Freeman, seu irmão Andy Clark Freeman e Andy Mitton formaram a banda chamada "The Real D'Coy", na qual Cassidy cantava e tocava piano.

## Vida pessoal
Em janeiro de 2022, Freeman anunciou que estava esperando seu primeiro filho com seu namorado Ben Ellsworth. A filha deles, Gigi Kaya Ellsworth, nasceu em 6 de fevereiro de 2022.

## Filantropia
Freeman é um membro ativo do "Heal the Bay" caridade, que trabalha para limpar e proteger as águas da costa oeste e tutores crianças carentes em Santa Monica, como parte da "Virginia Avenue Project".

## Filmografia

### Cinema
| Ano  | Título                             | Papel           | Notas |
| ---- | ---------------------------------- | --------------- | ----- |
| 2006 | Razor Sharp                        | Veronica Sharpe | Short |
| 2006 | Clock                              |                 | Curta |
| 2007 | Finishing the Game                 | Shirley         |       |
| 2008 | Starlet                            | Courtney        | Curta |
| 2009 | Shades of Gray                     | Lisa            | Curta |
| 2009 | You've Reached Richarde & Gribbeen | Theresa         | Short |
| 2010 | YellowBrickRoad                    | Erin Luger      |       |
| 2012 | Guitar Face                        | Hope            | Curta |
| 2013 | Brahmin Bulls                      | Ellie           |       |
| 2014 | One Last Look                      | Kate            | Curta |
| 2014 | Don't Look Back                    | Peyton Lake     |       |
| 2016 | We Go On                           | Young Charlotte |       |
| 2016 | Fender Bender                      | Jennifer        |       |
| 2017 | Cortez                             | Rosie           |       |
| 2021 | The Forever Purge                  | Cassie Tucker   |       |

### Televisão
| Ano       | Título                         | Papel                 | Notas                                                         |
| --------- | ------------------------------ | --------------------- | ------------------------------------------------------------- |
| 2007      | An Accidental Christmas        | Kristine              | Filme para a TV                                               |
| 2008      | Austin Golden Hour             | Charlie               | Filme para a TV                                               |
| 2008      | Cold Case                      | Laura McKinney (1991) | "True Calling"                                                |
| 2008–2011 | Smallville                     | Tess Mercer           | Papel principal (temporadas 8–10)                             |
| 2009      | Buzz                           | Serena Zorn           | Filme para a TV                                               |
| 2009      | CSI: Crime Scene Investigation | Off. Donna Grayson    | "Coup de Grace"                                               |
| 2011      | CSI: NY                        | Devon Hargrove        | "Indelible"                                                   |
| 2011      | The Playboy Club               | Frances Dunhill       | Participação especial (4 episódios)                           |
| 2012      | CSI: Miami                     | Connie Jaden          | "No Good Deed"                                                |
| 2012      | The Vampire Diaries            | Sage                  | "1912", "Break on Through", "The Murder of One"               |
| 2012–2017 | Longmire                       | Cady Longmire         | Papel principal                                               |
| 2013      | Once Upon a Time               | Jacqueline 'Jack'     | "Tiny"                                                        |
| 2016      | NCIS                           | Eva Azarova           | "Sister City, Part I"                                         |
| 2016      | Stitchers                      | Ellie                 | "Hack Me If You Can"                                          |
| 2016–17   | NCIS: New Orleans              | Eva Azarova           | "Sister City, Part II", "Pandora's Box, Part II", "The Asset" |
| 2017      | Doubt                          | ADA Abby Burris       | Recorrente                                                    |
| 2019–     | The Righteous Gemstones        | Amber Gemstone        | Papel principal                                               |